# レナール R-31

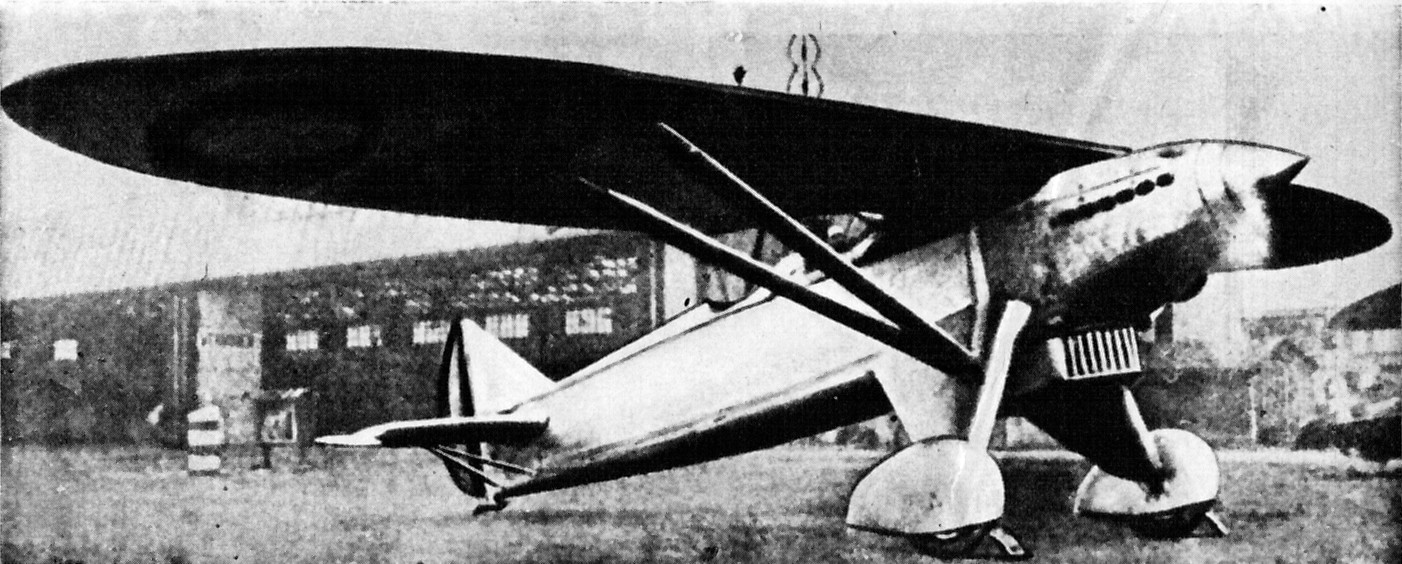
レナール R-31

レナール R-31（Renard R-31）は1930年代のベルギーの偵察機である。単発のパラソル機で32機のR-31がベルギー空軍に納入された。1940年のドイツ軍のベルギー侵入時にも使用されており、ベルギーで設計され製造された航空機としては唯一、第二次世界大戦に参加した機体である。

## 歴史
ベルギー空軍の短距離偵察機、陸軍の地上協同機の要求により Alfred Renardが設計し、1932年10月16日に初飛行した。 パラソル翼の単葉機でロールスロイス・ケストレル・エンジンを積んだ、木金混合構造の機体で胴体の前部は鋼管溶接構造に金属表皮、後部は羽布張りである。主翼は固定脚に固定されたV字支柱で支えられている。
1934年3月、28機のR-31sが製造された。そのうち6機はレナールで製造され、残りはSABCAで製造された。1機は評価用にロレーヌPetrelエンジンが取り付けられたが、後にケストレル・エンジンに戻された。次に、密閉式のキャノピーとされ、Gnome-Rhone Mistral Major星型エンジンが搭載されてR-32となった。さらにエンジンをHispano-Suiza 12Yに換装されたが、性能向上は不十分で量産されることはなかった。
1935年8月にR-31sの6機の追加発注をうけた。
R-31は1935年にベルギー空軍でブレゲー 19に変わって、リエージュの観測機部隊で運用が開始された。操縦を誤るとフラット・スピンに入るという操縦性に欠点から、パイロットに人気はなかった。曲技飛行は禁止された。
1940年5月、第二次世界大戦のドイツ軍の進入時には、R-31はすでに時代遅れとなっていたが、地上での破壊を免れた機体は、54回の偵察作戦に従事した。1940年5月27日の午後、ドイツ軍から退避する飛行が最後の作戦となった。ドイツのベルギー占領後、ドイツ軍はこの機体に関心を持たず、残された機体を使用することなく破壊した。

## スペック
- 乗員：2名
- 全長：9.20 m
- 全幅：14.40 m
- 全高：2.92 m
- 翼面積：32 m2
- 空虚重量： 1,330 kg
- 運用時重量：2,130 kg
- 最大離陸重量：-- kg
- 動力：Rolls-Royce Kestrel  × 1
- 出力：480 HP

性能（目安）
- 最大速度：294 km/h
- 最大運用高度：8,750 m
- 翼面荷重：66.6 kg/m2